# Saison 1970-1971 de la LCH
Saison précédente Saison suivante
La saison 1970-1971 est la 8e saison de la Ligue centrale de hockey.

## Saison régulière
Les North Stars du Minnesota décident d'arrêter d'inscrire une équipe dans la LCH, au vu du peu d'atrait du public. Malgré le fait que les Stars de l'Iowa aient particé à la finale la saison précédente, ils se voient donc dissous.
Les Wranglers d'Amarillo font quant à eux une deuxième apparition dans ce championnat, ils appartiennent toujours aux Penguins de Pittsburgh. Du coup la LCH compte toujours sept clubs pour cette saison.

### Classement final
| Clt   | Équipe                  | PJ | V  | D  | N  | BP  | BC  | Diff | Pts |
| ----- | ----------------------- | -- | -- | -- | -- | --- | --- | ---- | --- |
| +001, | Knights d'Omaha         | 72 | 45 | 16 | 11 | 312 | 216 | 96   | 101 |
| +002, | Black Hawks de Dallas   | 72 | 36 | 28 | 8  | 276 | 246 | 30   | 80  |
| +003, | Wings de Fort Worth     | 72 | 35 | 28 | 9  | 232 | 198 | 34   | 79  |
| +004, | Blazers d'Oklahoma City | 72 | 30 | 30 | 12 | 258 | 273 | -14  | 72  |
| +005, | Blues de Kansas City    | 72 | 31 | 37 | 11 | 214 | 223 | -9   | 71  |
| +006, | Oilers de Tulsa         | 72 | 27 | 37 | 8  | 252 | 275 | -23  | 62  |
| +007, | Wranglers d'Amarillo    | 72 | 14 | 47 | 11 | 216 | 329 | -113 | 39  |

- En gras : qualifié pour les séries éliminatoires

### Meilleurs pointeurs
| Joueur          | Équipe        | PJ | B  | A  | Pts | Pun |
| --------------- | ------------- | -- | -- | -- | --- | --- |
| Pierre Jarry    | Omaha         | 71 | 46 | 46 | 92  | 94  |
| Michel Parizeau | Omaha         | 72 | 35 | 49 | 84  | 43  |
| Gerry Ouellette | Omaha         | 71 | 23 | 58 | 81  | 14  |
| Gregg Sheppard  | Oklahoma City | 68 | 25 | 50 | 75  | 45  |
| Bill Klatt      | Oklahoma City | 71 | 34 | 41 | 75  | 37  |

## Séries éliminatoires de la Coupe Adams

### Arbre de qualification
|  | Demi-finales | Demi-finales            | Demi-finales | Demi-finales          |     |                 | Finale de la Coupe Adams | Finale de la Coupe Adams | Finale de la Coupe Adams | Finale de la Coupe Adams |
|  |              |                         |              |                       |     |                 |                          |                          |                          |                          |
|  |              |                         |              |                       |     |                 |                          |                          |                          |                          |
|  | 1er          | Knights d'Omaha         | 4            | 4                     |     |                 |                          |                          |                          |                          |
|  | 1er          | Knights d'Omaha         | 4            | 4                     |     |                 |                          |                          |                          |                          |
|  | 4e           | Blazers d'Oklahoma City | 1            | 1                     |     |                 |                          |                          |                          |                          |
|  | 4e           | Blazers d'Oklahoma City | 1            | 1                     | 1er | Knights d'Omaha | 4                        | 4                        |                          |                          |
|  |              |                         |              |                       | 1er | Knights d'Omaha | 4                        | 4                        |                          |                          |
|  |              |                         | 2e           | Black Hawks de Dallas | 2   | 2               |                          |                          |                          |                          |
|  | 2e           | Black Hawks de Dallas   | 2e           | Black Hawks de Dallas | 2   | 2               | 4                        | 4                        |                          |                          |
|  | 2e           | Black Hawks de Dallas   |              |                       |     |                 |                          | 4                        |                          |                          |
|  | 3e           | Wings de Fort Worth     | 0            | 0                     |     |                 |                          |                          |                          |                          |
|  | 3e           | Wings de Fort Worth     | 0            | 0                     |     |                 |                          |                          |                          |                          |

### Finale
Les Knights d'Omaha gagnent leur troisième Coupe Adams en battant  les Black Hawks de Dallas sur le score de 4 matchs à 2, il s'agit de leur deuxième coupe consécutive.

### Effectif champion
L'effectif de l'équipe des Black Hawks de Dallas sacré champion de la Coupe Adams est le suivant :
- Gardien de but : Peter McDuffe ;
- Défenseurs : Bob Ash, Jack Bownass, André Dupont, Gordon Kannegiesser, Ted Lanyon, Bryan Lefley, Larry O'Connor, Rick Newell ;
- Attaquants : Steve Andrascik, Gary Coalter, Norm Gratton, Bill Hogaboam, Pierre Jarry, Bill Knibbs, Mike Murphy, Gerry Ouellette, Michel Parizeau, Morris Stefaniw, Bert Wilson ;
- Entraîneur : Fred Shero.

## Honneurs remis aux joueurs et équipes

### Trophées
| Trophée                 | Joueur                                                 | Équipe                              |
| ----------------------- | ------------------------------------------------------ | ----------------------------------- |
| Meilleur gardien de but | Peter McDuffe                                          | Knights d'Omaha                     |
| meilleur défenseur      | André Dupont                                           | Knights d'Omaha                     |
| meilleure recrue        | Mike Murphy                                            | Knights d'Omaha                     |
| meilleur pointeur       | Pierre Jarry                                           | Knights d'Omaha                     |
| meilleur joueur         | Joe Zanussi Gerry Ouellette Peter McDuffe André Dupont | Wings de Fort Worth Knights d'Omaha |
| meilleur entraîneur     | Fred Shero                                             | Knights d'Omaha                     |

### Équipes d'étoiles
| Position       | Première équipe | Première équipe       | Deuxième équipe | Deuxième équipe         |
| Position       | Joueur          | Équipe                | Joueur          | Équipe                  |
| -------------- | --------------- | --------------------- | --------------- | ----------------------- |
| Gardien de but | Peter McDuffe   | Knights d'Omaha       | Jim Shaw        | Black Hawks de Dallas   |
| Défenseur      | André Dupont    | Knights d'Omaha       | Joe Zanussi     | Wings de Fort Worth     |
| Défenseur      | Dennis Kearns   | Black Hawks de Dallas | Darryl Maggs    | Black Hawks de Dallas   |
| Ailier gauche  | Mike Parizeau   | Knights d'Omaha       | Gregg Sheppard  | Knights d'Omaha         |
| Centre         | Norm Dennis     | Blues de Kansas City  | Ivan Boldirev   | Blazers d'Oklahoma City |
| Ailier droit   | Pierre Jarry    | Knights d'Omaha       | Mike Murphy     | Knights d'Omaha         |